# Salisbury (Nuevo Brunswick)
Salisbury es una parroquia canadiense situada en la provincia de Nuevo Brunswick.

## Superficie
Salisbury tiene una superficie de 874 km².

## Demografía
En 2021, tenía 3377 habitantes, una densidad poblacional de 3,9 hab./km², y 1432 viviendas.